# Associação de Futebol da Albânia
A Associação de Futebol da Albânia (albanês: Federata Shqiptare e Futbollitou FSHF) é o orgão  albanês de futebol. Ele organiza o Campeonato Albanês de Futebol , a Seleção Albanesa de Futebol e as equipes júnior, Sub-21, Sub-19, Sub-17 e Sub-15. A Associação tem sede em Tirana, na Albânia.
Em 14 de Março de 2008 a FSHF foi suspensa por "interferência política forte". Isto significa que as suas equipes nacionais foram proibidas de jogar partidas oficiais. A proibição foi posteriormente retirada com a explicação da interferência política, e em 27 de Maio de 2008 a Albânia jogou um amistoso contra a Polônia. 
O atual presidente do FSHF, Armand Duka, está nessa posição desde 2002 e venceu as eleições para um terceiro mandato em 2010.

## História
A FSHF foi fundada em 6 de junho de 1930 e se juntou a FIFA em 1932 e a UEFA em 1954. Apesar da evolução do futebol naquela época, a crise do país impediu a criação de infraestruturas para clubes, mas mesmo assim foram formados grandes futebolistas como Riza Lushta (Juventus FC), Loro Boriçi (SS Lazio) e Naim Kryeziu (AS Roma).
O primeiro campeonato de futebol no país ocorreu em 1930, com a participação de 6 equipas.
Com a chegada do comunismo no país, durante a II Guerra Mundial, o futebol albanês teve grande avanço, se popularizando e tendo suas infraestruturas organizadas e melhoradas.
Em 22 de setembro de 1946, a Seleção Albanesa participou de seu primeiro jogo, contra Montenegro, ganhando de 5-0. Em 2016, participou da Eurocopa de 2016, estando no grupo A e marcou apenas um golo.

## Historial no Campeonato da Europa
- Participações: 0
- Ronda de qualificação:
  - Presenças: 9
  - Jogos: 62
  - Vitórias: 9
  - Empates: 12
  - Derrotas: 41
  - Golos marcados: 46
  - Golos sofridos: 122